# NGC 144
NGC 144 este o galaxie spirală situată în constelația Balena la aproximativ 364 de milioane de ani-lumină de Calea Lactee. A fost descoperită în anul 1886 de către Frank Muller. De asemenea, a fost observată încă o dată de către Herbert Howe.